# Sorry (Rick Ross)
Sorry è un brano del rapper Rick Ross e del cantante R&B Chris Brown, pubblicato il 9 ottobre 2015 come il secondo singolo estratto dall'album Black Market.

## Descrizione
Nel brano i due artisti rivolgono in modo vulnerabile le loro scuse alla loro rispettiva amata a seguito di un tradimento. Le scuse di Brown nel brano sono rivolte a Karrueche Tran, la fidanzata che lo lasciò dopo aver scoperto che l'artista fece accidentalmente un figlio con un'altra donna.

## Video musicale
Il singolo è stato accompagnato da un video, pubblicato il 12 novembre 2015 su Vevo, e mostra Ross litigare con la sua fidanzata dopo che lei trovò della biancheria intima di un'altra ragazza a casa sua.

## Tracce
1. Sorry (feat. Chris Brown) – 4:40

## Classifiche
| Classifica (2015)         | Posizione massima |
| ------------------------- | ----------------- |
| Stati Uniti               | 97                |
| Stati Uniti (R&B/hip-hop) | 32                |
| Stati Uniti (rhythmic)    | 19                |